# University of Oregon Women's Volleyball
La University of Oregon Women's Volleyball è la squadra di pallavolo femminile appartenente alla University of Oregon, con sede a Eugene (Oregon): milita nella Pac-12 Conference della NCAA Division I. 

## Storia
Il programma di pallavolo femminile della University of Oregon inizia nel 1968 e vede la squadra affidata a Karla Rice. Nei primi anni di attività il programma prende parte alla AIAW Division I, ma senza ottenere grandi risultati. Durante il periodo di transizione che vede il passaggio nella NCAA Division I, la squadra è guidata da Chris Voelz e nella stagione 1984 raggiunge per la prima volta la post-season, uscendo di scena al secondo round.
Dal 1986 al 1994 il programma è guidato da Gerry Gregory e raggiunge altre tre partecipazioni alla post-season, finite tutte al primo round. Segue un periodo segnato da scarsi risultati, ai quali neanche il cambio di allenatori con l'arrivo di coach Cathy Nelson, prima, e Carl Ferreira, dopo, riescono a porre rimedio. Così nel 2005 il programma viene affidato a Jim Moore, che, nella NCAA Division I 2006, al suo secondo tentativo raggiunge la post-season, che mancava dalla stagione 1989. Nei tornei del 2007 e del 2008 i risultati migliorano nuovamente, col raggiungimento delle semifinali regionali.
Dopo un'altalena di risultati contraddittori, nella NCAA Division I 2012 il programma raggiunge per la prima volta nella sua storia la Final Four: dopo il secondo posto in regular season, le Oregon Ducks arrivano alla post-season come teste di serie numero 5, vincendo per 3-0 contro la Northern Colorado e la Dayton, per poi vincere per 3-1 gli incontri della fase regionale contro la Brigham Young e la Nebraska, padrona di casa; durante la Final Four di Louisville ancor più sorprendentemente eliminano le teste di serie numero 1 della Penn State, vincendo la semifinale per 3-1, tuttavia il sogno sfuma in finale, dove le Ducks vengono sconfitte con un perentorio 3-0 dalla Texas.

## Record
| Piazzamento |    | Edizione                                                |
| ----------- | -- | ------------------------------------------------------- |
| Tornei NCAA | 21 | Finale: 1 2012                                          |
| Tornei NCAA | 21 | Elite Eight: 3 2018, 2022, 2023                         |
| Tornei NCAA | 21 | Sweet Sixteen: 6 1984, 2007, 2008, 2014, 2020, 2024     |
| Tornei NCAA | 21 | Secondo turno: 4 2009, 2013, 2016, 2017                 |
| Tornei NCAA | 21 | Primo turno: 7 1986, 1987, 1989, 2006, 2011, 2015, 2021 |

## Conference
- Northern Pacific Athletic Conference: 1982-1985
- Pac-12 Conference[1]: 1986-

## National Player of the Year
- Alaina Bergsma (2012)

## National Freshman of the Year
- Mimi Coyler (2022)

## All-America

### First Team
- Sue Harbour (1984)
- Alaina Bergsma (2012)
- Lauren Plum (2012)
- Elizabeth Brenner (2013)
- Brooke Nuneviller (2022)
- Hannah Pukis (2023)

### Second Team
- Gorana Maričić (2007, 2008)
- Neticia Enesi (2009)
- Sonja Newcombe (2009)
- Elizabeth Brenner (2012)
- Ronika Stone (2018)
- Brooke Nuneviller (2020, 2021)
- Hannah Pukis (2022)
- Kara McGhee (2023)
- Mimi Colyer (2024)

### Third Team
- Neticia Enesi (2009)
- Alaina Bergsma (2011)
- Martenne Bettendorf (2014)
- Lindsey Vander Weide (2016, 2018)
- August Raskie (2018)
- Mimi Colyer (2022)
- Morgan Lewis (2023)
- Onye Ofoegbu (2024)

## Allenatori
- Karla Rice: 1968-1977
- Chris Voelz: 1978-1985
- Gerry Gregory: 1986-1994
- Cathy Nelson: 1995-1999
- Carl Ferreira: 2000-2004
- Jim Moore: 2005-2016
- Matt Ulmer: 2017-